# Emmanuel Michon
Emmanuel Michon (* 9. Mai 1955 in Suresnes) ist ein ehemaliger französischer Eisschnellläufer und Shorttracker.

## Werdegang
Michon wurde im Eisschnelllauf sechsmal französischer Juniorenmeister im Mehrkampf sowie siebenmal französischer Meister im Sprint-Mehrkampf (1975–1980, 1983) und nahm von 1968 bis 1984 an internationalen Wettbewerben teil. Bei den Juniorenweltmeisterschaften 1972 in Lisleby kam er auf den 28. Platz, 1973 in Assen auf den 27. Rang und 1974 in Cortina d’Ampezzo auf den 31. Platz im Kleinen Vierkampf. In den folgenden Jahren nahm er an neun Sprintweltmeisterschaften (1975 in Göteborg, 1976 in Berlin, 1977 in Alkmaar, 1978 in Lake Placid, 1979 in Inzell, 1980 in West Allis, 1981 in Grenoble, 1982 in Alkmaar und 1983 in Helsinki) teil. Seine beste Platzierung erreichte er in den Jahren 1976 und 1980 mit dem 17. Platz im Sprint-Mehrkampf. Bei den Olympischen Winterspielen 1976 in Innsbruck belegte er den 19. Platz über 500 m sowie den 17. Rang über 1000 m und bei den Olympischen Winterspielen 1980 in Lake Placid den 21. Platz über 500 m sowie den 18. Rang über 1000 m. Im Shorttrack nahm er an den Demonstrationswettbewerben bei den Olympischen Winterspielen 1988 in Calgary teil, wobei er jeweils den 26. Platz über 1000 m und 3000 m sowie den 20. Platz über 1500 m errang.

## Erfolge

### Olympische Spiele
- 1976 Innsbruck: 17. Platz 1000 m, 19. Platz 500 m
- 1980 Lake Placid: 18. Platz 1000 m, 21. Platz 500 m

### Sprint-Weltmeisterschaften
- 1975 Göteborg: 29. Platz Sprint-Mehrkampf
- 1976 Berlin: 17. Platz Sprint-Mehrkampf
- 1977 Alkmaar: 19. Platz Sprint-Mehrkampf
- 1978 Lake Placid: 22. Platz Sprint-Mehrkampf
- 1979 Inzell: 19. Platz Sprint-Mehrkampf
- 1980 West Allis: 17. Platz Sprint-Mehrkampf
- 1982 Alkmaar: 22. Platz Sprint-Mehrkampf
- 1983 Helsinki: 32. Platz Sprint-Mehrkampf

## Persönliche Bestzeiten
| Disziplin | Zeit         | Datum             | Ort                  |
| --------- | ------------ | ----------------- | -------------------- |
| 500 m     | 38,90 s      | 21. Januar 1984   | Davos                |
| 1000 m    | 1:18,23 min  | 10. Januar 1981   | Madonna di Campiglio |
| 1500 m    | 2:03,57 min  | 25. November 1980 | Inzell               |
| 3000 m    | 4:34,42 min  | 13. Dezember 1980 | Inzell               |
| 5000 m    | 8:00,60 min  | 13. Februar 1982  | Grenoble             |
| 10.000 m  | 17:05,47 min | 14. Februar 1982  | Grenoble             |